# 坦克 (亞利桑那州)
坦克（英語：Tanque）是位於美國亞利桑那州葛蘭姆縣的一個非建制地區。該地的面積和人口皆未知。

## 地理
坦克的座標為32°36′32″N 109°32′17″W / 32.60889°N 109.53806°W，而該地的平均海拔高度為991米（即3251英尺）。